# エヴァ・ヤネヴァ
エヴァ・ヤネヴァ（ブルガリア語: Ева Йанева、1985年7月31日 - ）は、ブルガリアの元女子バレーボール選手。ポジションはアウトサイドヒッター。ブルガリア代表。

## 来歴
ソフィア出身。1996年、11歳の時にCSKAソフィアに入団しバレーボールを始める。
2005年と2007年の欧州選手権にブルガリア代表として出場した。
2012年6月、VプレミアリーグのJTマーヴェラスは2012/13シーズンにヤネヴァと契約したと発表した。

## 球歴
- 2005年　欧州選手権（9位）
- 2007年　欧州選手権（11位）
- 2009年  欧州選手権（8位）
- 2014年  ワールドグランプリ

## 所属クラブ
- CSKAソフィア （1996-2004年）
- Stinal Lipieck （2004-2005年）
- RCカンヌ （2005-2010年）
- オミチカ・オムスク （2010-2011年）
- ディナモ・モスクワ （2011-2012年）
- JTマーヴェラス（2012-2013年）
- RCカンヌ (2013-2014年)
- ディナモ・カザン（2014-2015年）
- CSMブカレスト（2015年）
- 天津（2015-2016年）
- サリエル・ベレディイェスポル（2016-2017年）
- 広東恒大（2017-2018年）
- Strabag VC FTVS UK Bratislava（2018-2019年）
- Developres SkyRes Rzeszów（2019年）
- ヴォレロ・ル・カネ（2019-2024年）